# Йожеф Ньїре

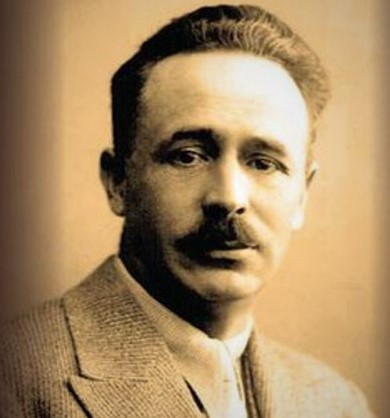
Йожеф Ньїре в 1930-х роках

Йожеф Ньїре (18 липня 1889 — 16 жовтня 1953) — угорський письменник популярних оповідань і романів; політик, пов'язаний з фашизмом, якого звинувачували у військових злочинах;, короткочасно — католицький священник у селищі Мілуань.

## Біографія
Ньїре народився 18 липня 1889 року в селі Секейжомбор, повіт Удваргелі, Королівство Угорщина (сьогодні Їмбор Брашовського повіту в Румунії). Був висвячений у 1912 році, викладав теологію в Надьсебені (сьогодні Сібіу), а в 1915 році став священником. Він залишив священство у 1919 році та одружився, якийсь час працював на млині. Потім він досяг успіху, публікуючи короткі оповідання в журналах і газетах, і працював журналістом протягом 10 років. У 1931 р. отримав у спадок хутірський маєток і став їм управляти.
Політична кар'єра Ньїре вважається суперечливою. Він був великим шанувальником Йозефа Геббельса і членом фашистської партії «Стрілохрест». Вступив до «Europäische Schriftstellervereinigung» (Європейської ліги письменників), заснованої Йозефом Геббельсом і став спікером угорської секції Європейської ліги письменників до того, як цю посаду отримав Лорінц Сабо. Після Другого Віденського арбітражу 1940 року Ньїре став депутатом угорського парламенту як член ультраправої, антисемітської трансільванської партії. У промові 1942 року він назвав євреїв «отруйниками колодязів», які «знищують угорську душу, які заражають наш дух», і заявив, що «ця концепція занедбаної ліберальної єврейської традиції, ця завуальована пропаганда, повинна зникнути з угорського життя». У 1944 році Партія «Стрілохрест» знищила понад 10 000 євреїв у Будапешті. Протягом цього періоду Ньіро був редактором правого видання Magyar Erő (Угорська міць) і продовжував представляти цю партію в парламенті. Після війни Румунія та Угорщина звинуватили його у воєнних злочинах; він втік до Західної Німеччини й помер від раку в Іспанії, де панував режим Франсіско Франко і де багато фашистів і нацистів опинилися у вигнанні.
Художня література Ньїре, популярна в 1930-1940-х роках, описує життя селян-секеїв в Карпатах, таких як лісоруби та фермери. Головний герой його роману «Уз Бенс» — архетипний секей: фізично сильний, з гумором і кмітливий, з інстинктами, які дозволяють йому вижити майже в будь-якій ситуації. Стиль Ньїре був заснований на експресіонізмі, а його історії показують людей у тісній гармонії з природою, яку він вважав справжнім джерелом людського щастя.
Після Другої світової війни він був викинутий з комуністичного канону і значною мірою забутий через його політичні погляди. Угорські праві на початку XXI століття зробили спробу відновити його в навчальній програмі в рамках перегляду національного літературного канону.

## Перепоховання
У 2012 році була зроблена спроба перевезти останки Ньїре з Мадрида, де його прах був похований у 1953 році, в Одорхею-Секуєск в Румунії. Перепоховання було заплановано на 27 травня, але уряд Румунії заборонив переїзд. Прем'єр-міністр Румунії Віктор Понта заявив, що Румунія відмовляється віддавати данину на своїй землі людям, відомим антисемітською, антирумунською та профашистською поведінкою. На місці перепоховання відбулося невелике екуменічне богослужіння для письменника. У церемонії взяли участь керівництво партії «Йоббік», державний секретар Угорщини з питань культури Геза Сеч та спікер угорського парламенту Ласло Кевер. Кевер скаржився, що уряд Румунії «нецивілізований», «параноїчний», «істеричний», «варварський» і заявив, що люди, «у яких був син, праху якого боялися», будуть «переможцями». Він оголосив, що вони так чи інакше поховають Ньїре і що вони контрабандою ввезли його прах до країни. Урядові органи обшукували транспортні засоби, щоб переконатися, що урна не була похована на церемонії, але її передбачуване місцезнаходження залишалося невідомим.
Лауреат Нобелівської премії, який пережив Голокост, Елі Візель у листі до Ласло Кевера сказав, що він розлючений тим, що останній взяв участь у церемонії вшанування письменника, який був вірним членом ультраправого парламенту Угорщини під час Другої світової війни, а також тим, що він запропонував готовність влади замаскувати темне минуле країни. «Я вважаю обурливим, що голова Угорської національної асамблеї міг брати участь у церемонії вшанування угорського фашистського ідеолога», — написав Візель. На знак подальшого протесту Візель відхилив Великий хрест, нагороду уряду Угорщини, яку він отримав у 2004 році .
Кевер у листі-відповіді до Візеля зазначив, що американські, британські та радянські генерали з Контрольної комісії союзників визначили в 1945 та 1947 роках, коли вони двічі відмовилися видавати письменника у вигнанні на прохання тогочасного міністра внутрішніх справ Угорщини-комуніста, що Ньїре не був військовим злочинцем, фашистом чи антисемітом. Він також згадав, що уряд Ніколае Чаушеску ставився до Ньїре як до відомого письменника і забезпечував пенсію його вдові в 1970-х роках. Кевер процитував угорський єврейський науковий журнал, який писав, що нацистські ідеали чи антисемітизм не можна знайти в літературних творах Ньїре. Відповідно до Кевера, Ньїре, угорський письменник трансільванського походження, заслуговує на повагу не через свою — хоча незначну, але, безперечно, трагічно хибну — політичну діяльність, а за свою літературну діяльність.